# 毛齒走燈蘚
毛齒走燈蘚（学名：Plagiomnium tezukae）为提燈蘚科走燈蘚屬下的一个种。

## 扩展阅读
- 維基物種上的相關：毛齒走燈蘚